# Self Control (Album)
Self Control ist das dritte Studioalbum der US-amerikanischen Sängerin Laura Branigan aus dem Jahr 1984. Es erschien im April des Jahres bei Atlantic Records.

## Geschichte
Das Album wurde von Jack White und Robbie Buchanan produziert und in den Studios Image Recording und Music Grinder (beide Los Angeles, Kalifornien) sowie den Arco Studios in München aufgenommen. Jürgen Koppers war als Toningenieur tätig und mischte das Album ab. Harold Faltermeyer, Peter Luedemann, Jeremy Smith und Gary Skardina waren als zusätzliche Toningenieure tätig.
Carlos Vega und John Robinson sind am Schlagzeug zu hören, Nathan East spielte Bass, Michael Landau, Dann Huff und Paul Jackson Jr. übernahmen die Gitarrenspuren. Buchanan und Faltermeyer zeichneten für die Keyboards und Synthesizer verantwortlich. Aus dem Album wurden fünf Singles ausgekoppelt, insbesondere Self Control entwickelte sich zum Hit.

## Titelliste
| No.          | Titel                                          | Text                                             | Musik                                                | Länge |
| ------------ | ---------------------------------------------- | ------------------------------------------------ | ---------------------------------------------------- | ----- |
| 1.           | "The Lucky One"                                | Bruce Roberts                                    | Roberts                                              | 4:10  |
| 2.           | "Self Control"                                 | Steve Piccolo                                    | - Giancarlo Bigazzi - Raffaele Riefoli               | 4:08  |
| 3.           | "Ti Amo"                                       | - Diane Warren                                   | - Bigazzi - Tozzi                                    | 4:18  |
| 4.           | "Heart"                                        | Marie Cain                                       | Warren Hartman                                       | 4:08  |
| 5.           | "Will You Still Love Me Tomorrow"              | - Gerry Goffin - Carole King                     | - Goffin - King                                      | 3:26  |
| No.          | Titel                                          | Text                                             | Musik                                                | Länge |
| 6.           | "Satisfaction"                                 | - Mark Spiro - Warren                            | - Bernd Dietrich - Gerd Grabowski - Engelbert Simons | 3:56  |
| 7.           | "Silent Partners"                              | - Warren - The Doctor                            | - Warren - The Doctor                                | 4:10  |
| 8.           | "Breaking Out"                                 | - Warren - The Doctor                            | - Warren - The Doctor                                | 3:50  |
| 9.           | "Take Me"                                      | - John Parker - Steve Kipner                     | - Parker - Kipner                                    | 3:43  |
| 10.          | "With Every Beat of My Heart"                  | - Bob Mitchell - Jamie Kaleth                    | - Bob Mitchell - Jamie Kaleth                        | 4:12  |
| Gesamtlänge: | Gesamtlänge:                                   | Gesamtlänge:                                     | Gesamtlänge:                                         | 40:01 |
| No.          | Titel                                          | Text                                             | Musik                                                | Länge |
| 11.          | "The Lucky One" (John Robie Mix)               | Roberts                                          | Roberts                                              | 5:23  |
| 12.          | "The Lucky One" (Jack White Mix)               | Roberts                                          | Roberts                                              | 5:04  |
| 13.          | "Self Control" (12″ Version)                   | Piccolo                                          | - Bigazzi - Riefoli                                  | 5:00  |
| 14.          | "Satisfaction" (Special Dance Mix)             | - Spiro - Warren                                 | - Dietrich - Grabowski - Simons                      | 5:56  |
| Gesamtlänge  | Gesamtlänge                                    | Gesamtlänge                                      | Gesamtlänge                                          | 61:24 |
| No.          | Title                                          | Writer(s)                                        | Length                                               |       |
| 1.           | "Self Control" (Extended Version)              | - Piccolo - Bigazzi - Riefoli                    | 5:06                                                 |       |
| 2.           | "Self Control" (Edit)                          | - Piccolo - Bigazzi - Riefoli                    | 3:57                                                 |       |
| 3.           | "Self Control" (Classic Summer Mix 1992)       | - Piccolo - Bigazzi - Riefoli                    | 4:00                                                 |       |
| 4.           | "Self Control" (117 BPM Club 1992)             | - Piccolo - Bigazzi - Riefoli                    | 4:56                                                 |       |
| 5.           | "The Lucky One" (Single Version)               | Roberts                                          | 3:12                                                 |       |
| 6.           | "The Lucky One" (Jack White Mix)               | Roberts                                          | 5:08                                                 |       |
| 7.           | "The Lucky One" (John Robie Mix)               | Roberts                                          | 5:27                                                 |       |
| 8.           | "Satisfaction" (Single Version)                | - Warren - Dietrich - Simons - Grabowski - Spiro | 3:41                                                 |       |
| 9.           | "Satisfaction" (Special Dance Mix)             | - Warren - Dietrich - Simons - Grabowski - Spiro | 5:58                                                 |       |
| 10.          | "When" (Single Version)                        | Laura Branigan                                   | 2:44                                                 |       |
| 11.          | "Hot Night" (from the Ghostbusters soundtrack) | - Warren - Steve Angelica                        | 3:20                                                 |       |
| Gesamtlänge: | Gesamtlänge:                                   | Gesamtlänge:                                     | 47:29                                                |       |

## Rezension
Bryan Buss schrieb bei AllMusic: „Laura Branigan's third album capitalized on the Euro-dance-pop and affecting ballads that made her an international star while allowing her to grow as a vocalist. Her collections, always uneven in terms of material, benefit mostly from her stellar voice, and this is no exception.“ Es wurden drei von fünf Sternen vergeben.

## Charts
Das Album erreichte Platz 23 der US-amerikanischen Billboard 200 und war 45 Wochen darin platziert.